# 寒泳龙属
寒泳龙（属名：Cryonectes）是上龙科蛇颈龙类已灭绝的一个属，生存于早侏罗世法国北部的诺曼底。

## 发现

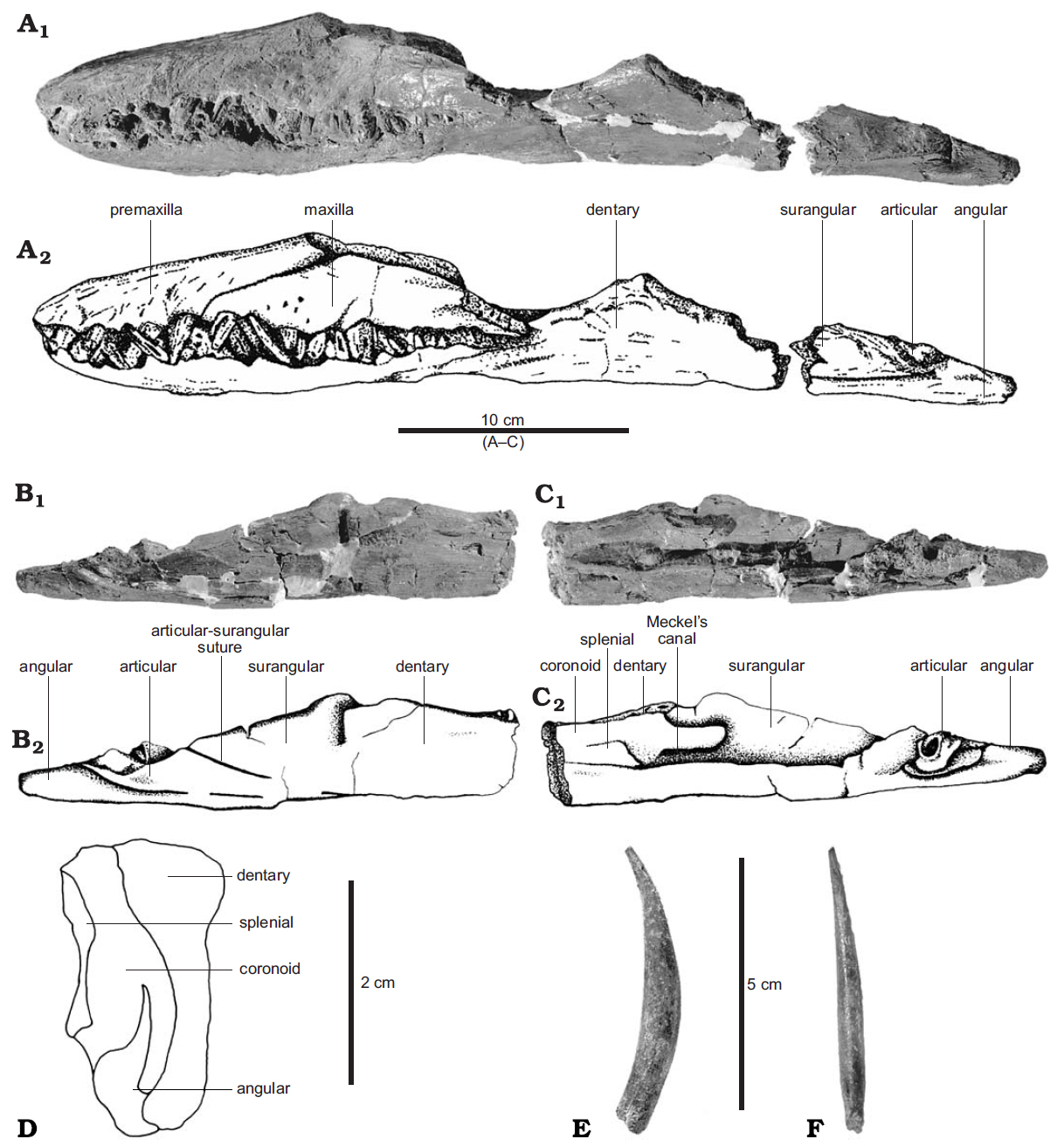
正模标本颌骨

寒泳龙仅所知于正模标本MAE 2007.1.1(J)，为部分颅骨及关节连接的下颌骨和10节相连的椎骨，于2007年从诺曼底的箭石钙质组（Calcaire à Bélemnites Formation）收集，该地质的年龄可追溯到约1.85至1.83亿年前的晚侏罗世普连斯巴奇阶最末期。标本发现于卡昂南部莱兹城附近弗雷斯内勒普西厄（Fresney-le-Puceux）公社的罗奇布赖恩采石场（Roche-Blain quarry）。

## 描述
寒泳龙是种颅骨长47（19英寸）的中型上龙科。格雷戈里·保罗（Gregory S. Paul）估计其长5米（16英尺）、重450（990磅）。标本被发现时先用酸做了清修，导致一些部位受到损坏，尤其是牙齿现在已经碎裂且牙釉质缺失。完整的下颌骨及颅与处在原位的牙齿相咬合，此处还发现一颗接近完整的脱落牙齿。前颌骨和上颌仅有部分保存下来，腭的最重要部分是与颅骨分开保存的。有十节相关椎骨以非自然序列保存下来，其中九节为颈椎，最后一节分类不明。所有保存髓弓的椎骨上均可见明显的髓椎体缝线，但拥有闭合缝线的第九节椎骨除外。因此这只寒泳龙处于个体发育的较早期阶段，第九节椎骨表明它可能是具亚成体。
寒泳龙的特征是一个由包括前颌骨及上颌骨之间非常轻微的缩窄组成的独特特征组合，其吻部非常细长，下颌骨具有修长的骨联合，其上拥有七个牙齿的位置，并保留有一个下颌腹嵴。佩吉·文森特、娜塔莉娅·巴尔德和埃曼努拉·马提奥利进行的系统发育分析发现该属比上龙、泥泳龙及其它上龙科都要原始。

## 词源
寒泳龙由佩吉·文森特（Peggy Vincent）、娜塔莉·巴尔德（Nathalie Bardet）与埃曼努拉·马提奥利（Emanuela Mattioli）于2012年首次命名，模式种是纽斯特里亚寒泳龙（Cryonectes neustriacus）。属名取自希腊语kryos（冷的）及nektris（游泳者），指普连斯巴奇阶最末期所盛行的凉爽气候。种名取自克洛维一世死后建立的法兰克纽斯特里亚王国，其疆域覆盖今法国西北部。